# Комарнянський канал
Комарнянський канал (словац. Komárňanský kanál) — водний канал в Словаччині,  притока Вагу, протікає в окрузі Комарно.
Довжина приблизно 32.7 км. Витік знаходиться в Дунайській рівнині — на висоті приблизно 110 метрів.. Впадають канали Голяре-Ліпове і Коларово-Каменічна.
Протікає територією сіл Окоч; Брестовец; Сокольце; Липове;  Околічна-на-Острове; Златна-на-Острове і міста Комарно. Впадає у Ваг на висоті приблизно 106 метрів.

## Окремі канали
Коларово-Каменічна (словац. Kolárovo - Kameničná) — меліоративний канал; впадає у Комарнянський канал. Довжина приблизно 15.1 км. Починається на території місто Коларово. Витік знаходиться в Дунайській низовині (геоморфологічна підодиниця Дунайська рівнина). Протікає територією сіл Каменічна; Чаловець і міст Коларово та Комарно.